# Northern Rocky Mountains Provincial Park
Der Northern Rocky Mountains Provincial Park ist ein 665.709 ha großer Provincial Park in der kanadischen Provinz British Columbia. Der Park liegt am Alaska Highway -hier der British Columbia Highway 97- im Regional District Northern Rockies, etwa 125 km westlich von Fort Nelson. Er ist nach dem Tatshenshini-Alsek Provincial Park und dem Spatsizi Plateau Wilderness Provincial Park der drittgrößte der Provincial Parks in British Columbia.
Da der Park durch öffentliche Straßen nicht erschlossen ist, wird er auch als Back Country Park bezeichnet.

## Anlage
Bei dem Park handelt es sich um ein Schutzgebiet der Kategorie II (Nationalpark), welches seinen Namen von den Northern Rocky Mountains hat, in dem es liegt.
Der Park liegt südlich des Highway 97, wobei er nicht direkt an den Highway grenzt. Zwischen Highway und Park  liegt das Northern Rocky Mountains Protected Area, ein rund 763 ha großes Schutzgebiet. Im Nordwesten grenzt der Park an den Stone Mountain Provincial Park und im Südwesten an den Kwadacha Wilderness Provincial Park.

## Geschichte
Der Provincial Park wurde am 28. Juni 1999 eingerichtet. Bei der Gründung des Provincial Parks wurde das Gebiet der ehemaligen Wokkpash Recreation Area hinzugefügt.

## Flora und Fauna
Das Ökosystem von British Columbia wird mit dem Biogeoclimatic Ecological Classification (BEC) Zoning System in verschiedene biogeoklimatischen Zonen eingeteilt. Biogeoklimatische Zonen zeichnen sich durch ein grundsätzlich identisches oder sehr ähnliches Klima sowie gleiche oder sehr ähnliche biologische und geologische Voraussetzungen aus. Daraus resultiert in den jeweiligen Zonen dann auch ein sehr ähnlicher Bestand an Pflanzen und Tieren. Der Park wird hauptsächlich der Alpine Tundra Zone, der Spruce-Willow-Birch Zone sowie der Boreal White and Black Spruce Zone zugeordnet.

## Aktivitäten
Da es sich bei dem Park um einen Back Country Park handelt, gibt es im Park auch keine ausgebaute touristische Infrastruktur. Für Wanderer und andere Outdoorliebhaber ist das „wilde“ Zelten und Feuer machen, mit Einschränkungen und Auflagen, erlaubt.